# Concierto para dos violonchelos, RV 531

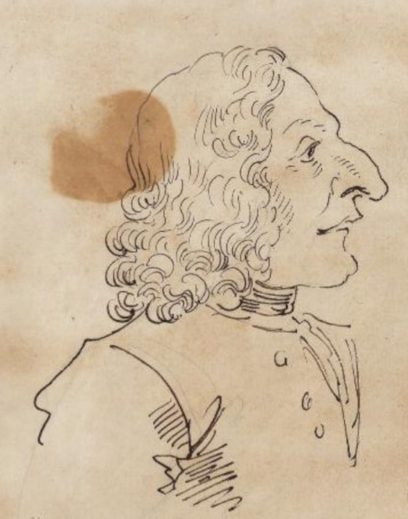
Vivaldi Caricatura de 1723

El Concierto para dos violonchelos en sol menor, RV 531  de Antonio Vivaldi es un concierto compuesto para dos violonchelos solistas, orquesta de cuerda y bajo continuo en tres movimientos, que se considera que fue compuesto en la década de 1720. Es el único concierto de Vivaldi para dos violonchelos y comienza inusualmente con una entrada de los instrumentos solistas en solitario.

## Historia
Vivaldi utilizó el violonchelo como instrumento solista en diversas composiciones, lo que supuso una nueva tendencia durante el período y un fuerte respaldo para el instrumento respecto a la viola de gamba. Compuso 27 conciertos para violonchelo, orquesta de cuerdas y bajo continuo. Entre estos conciertos para violonchelo, el RV 531 es el único para dos violonchelos.  Vivaldi lo compuso posiblemente en la década de 1720 en Venecia.  Se ha encontrado un manuscrito en la Colección Renzo Giordano de la Biblioteca Nacional de Turín, que alberga gran parte de la colección personal de Vivaldi. 

## Música
El concierto está estructurado de manera clásica en tres movimientos:
1. Alegro
2. Adagio
3. Alegro

El primer movimiento comienza no con el habitual ritornello instrumental, sino únicamente con los dos solistas solos, imitándose mutuamente en rápida sucesión, con pasajes virtuosos. Ambos solistas tienen un tratamiento igual, compitiendo sin preferencias.  Karl Heller señaló que "el color oscuro de los dos instrumentos de tonos profundos combina perfectamente con la expresión seria, desprovista de todo virtuosismo".  Y continuó: 
- El aspecto más sorprendente del primer movimiento (Allegro) es el enfoque organizativo totalmente individual que Vivaldi adoptó en la apertura. Los dos violonchelos se imitan a una distancia de un compás; luego tocan el resto del movimiento en un intervalo de una tercera y tocan ocho compases de figuración sobre la armonía en sol menor del continuo.

En el segundo movimiento, indicado Adagio, los dos solistas y el violonchelista del bajo continuo forman un trío, para conseguir una sonoridad aún mayor en los graves.
El movimiento final, Allegro, comienza con "síncopas pegadizas y poco convencionales" en la orquesta, antes de que los solistas entren para interpretar algunas "acrobacias musicales".  El movimiento contiene una original sección de fuga iniciada por el segundo violonchelo.
El musicólogo Michael Talbot notó el "contenido altamente emocional" del concierto que se muestra desde el principio y apreció "una tristeza casi autobiográfica" en el movimiento lento. Encontró el final "frenético" "con oscilaciones tanto en ritmo como en la tonalidad", y resumió: "Este es un concierto que destaca entre los cientos que escribió Vivaldi".

## Grabaciones
La grabación más conocida es la de Yo Yo Ma y Jonathan Manson, que grabaron el concierto en noviembre de 2003. 